# Jacoba Victoria Bartolotti van den Heuvel
Jacoba Victoria Bartolotti van den Heuvel, född 1639, död 1718, var en nederländsk borgmästarfru.  Hon är berömd i historien för den omfattande ryktesspridningen om henne som ‘femme fatale’. 
Hon var dotter till bankiren Guillelmo Bartolotti van den Heuvel (1602-1658) och Jacoba van Erp (1608-1664) och gifte sig 1686 med Amsterdams borgmästare Coenraad van Beuningen (1622-1693).  Jacoba gifte sig mycket sent för en kvinna av sin samtid. Hon beskrivs som en stor skönhet och hade ett stort antal omtalade frierier i många år innan hon slutligen gifte sig. Endast två år efter bröllopet separerade hon från sin make efter ett stormigt äktenskap som blev omtalat på den tiden. Maken ska ha blivit galen, anklagat henne för otrohet och kastat ut henne. Det gick sedan många rykten om hennes påstått utsvävande liv. Hon var dock inte utstött utan uppenbarligen omtyckt av sin familj, däribland av sin kusin Constantijn Huygens, som nedtecknade mycket av skvallret kring henne men som ändå tycks ha tyckt om henne och besökt henne varenda gång han var i Amsterdam. 